# Antonius en Cleopatra

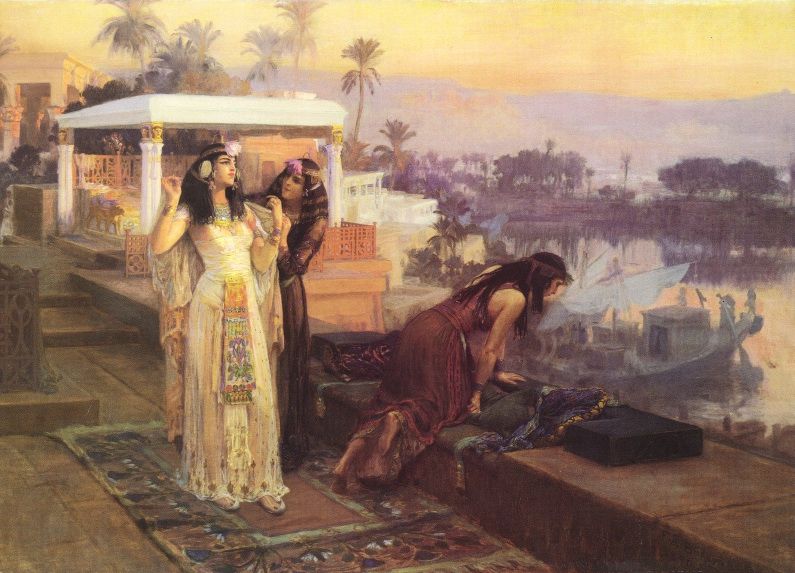
Cleopatra op het terras van Philae, door Frederick Arthur Bridgman circa 1896

Antonius en Cleopatra (Engelse titel: Antony and Cleopatra) is een historische tragedie van William Shakespeare, oorspronkelijk afgedrukt in de First Folio-editie van 1623. De meeste onderzoekers geloven dat het geschreven is in 1606 of 1607.
Deze Romeinse tragedie speelt zich op veel verschillende locaties, van het exotisch decadente Alexandrië tot het ascetisch strenge Rome. Het stuk volgt de relatie tussen Cleopatra en Marcus Antonius, vanaf de Romeins-Perzische oorlogen tot aan de zelfmoord van Cleopatra. De grote tegenspeler is Octavius Caesar, die later als Augustus de eerste keizer van Rome zal worden. Hij is in de tijd dat het stuk zich afspeelt nog een "drieman" uit het triumviraat waar ook Marcus Antonius deel van uitmaakt. De rol van Cleopatra wordt gezien als een van de meest complexe vrouwelijke rollen in het werk van Shakespeare. Ze is ijdel en gedraagt zich bijzonder theatraal, waardoor het publiek soms niet anders kan dan met haar te lachen, maar ze is een ware tragische heldin.

## Shakespeares bronnen

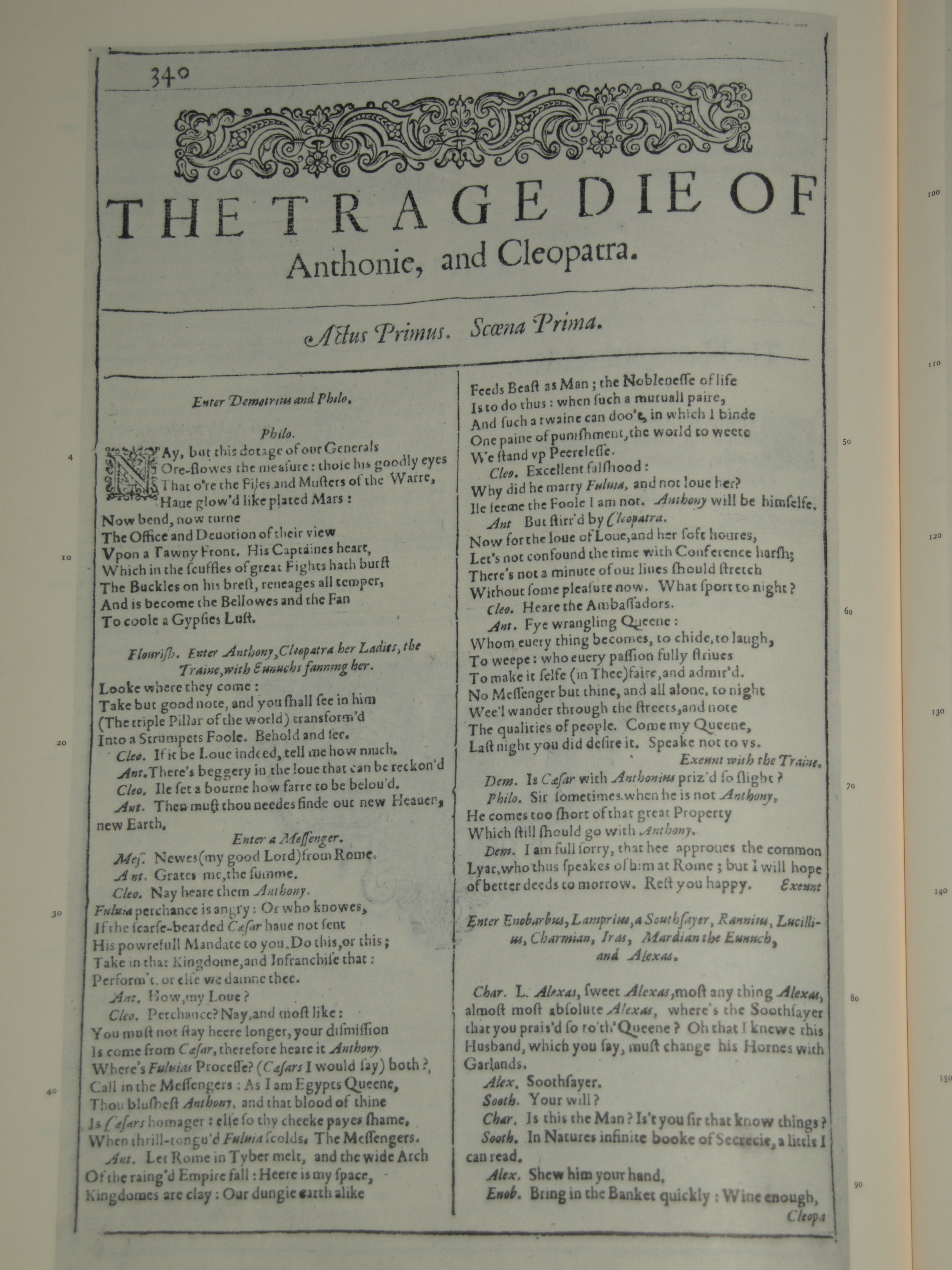
First Folio uitgave 1623

De voornaamste bron van het stuk was Sir Thomas Norths Parallel Lives (parallelle levens) uit 1579, een Engelse versie van Plutarchus' Bioi parallēloi, waarin ook een biografie van Marcus Antonius was opgenomen. Historische feiten zijn soms veranderd: in de versie van Plutarchus, waar Marcus Antonius definitief verslagen wordt, leefde Octavia nog een hele tijd gelukkig met Marcus Antonius en schonk hem zelfs kinderen.
Ook Christopher Marlowes Dido, Queen of Carthage oefende blijkbaar een sterke invloed uit op Shakespeares toneelstuk. Hierin wordt verteld hoe de held Aeneas poogt om aan de verwoestende liefde van koningin Dido te ontsnappen, een voorafschaduwing dus van Shakespeares latere stuk. Verder was Shakespeare ook vertrouwd met het werk van de Romeinse historicus Appianus die over de vele Romeinse oorlogen schreef en met name over het Tweede Driemanschap van Marcus Antonius, Lepidus en Octavianus. Hoe dan ook is Shakespeare in tegenstelling tot Plutarchus en Appianus minder in de politieke achtergrond en des te meer in de persoonlijke omstandigheden en emotionele conflicten van zijn hoofdpersonages geïnteresseerd.

## Datum en tekst
Antony and Cleopatra werd als 'The booke of Antony and Cleopatra' door Edmund Blount opgenomen in het Stationers' Register, een vroege vorm van auteursrecht voor gedrukte werken. Diezelfde dag nam hij ook 'The booke of Pericles, Prince of Tyre' op en ook hier noteerde hij evenmin wie de auteur was. Opname in het Stationers' Register was ook geen garantie dat het werk gedrukt zou worden, het was alleen bedoeld om piraterij tegen te gaan. Terwijl Pericles al in 1609 werd gedrukt (in een minderwaardige tekst door Henry Gosson) zou het nog tot de First Folio van 1623 duren voor ook Antony and Cleopatra in druk verscheen. 'Pericles' werd toen trouwens uitsluitend aan Shakespeare toegeschreven, maar dat was foutief want het stuk is duidelijk door verschillende auteurs geschreven. De naam van de mede-auteur die daarbij het meest genoemd wordt is die van George Wilkins. Bij de First Folio-editie van dit stuk lieten de uitgevers Heminge en Condell – die Shakespeares vrienden waren geweest – het deel waarvan ze wisten dat hij het niet had geschreven ook weg. Van Antony and Cleopatra is de folio-editie het enige geautoriseerde exemplaar dat vandaag bekend is. Sommige onderzoekers speculeren dat het afkomstig is uit Shakespeares proefschriften, daar het kleine foutjes bevat in regie-aanwijzingen die karakteristiek zijn voor de auteur tijdens het proces van het schrijven aan een toneelstuk.

## Receptie
Niets is bekend over de eerste opvoering van Antony and Cleopatra. W.E. Halliday vermeldt in zijn Shakespeare Companion 'No record of a 17th century production' (geen spoor van een opvoering in de 17e eeuw). Over Richard Burbage, die als acteur in die tijd op zijn hoogtepunt was en dus waarschijnlijk het meest voor de hoofdrol in aanmerking kwam, werd door tijdgenoten niets in verband met het stuk opgeschreven. Het was ook niet te vinden in de lijst van toneelstukken die aan het koninklijk hof werden opgevoerd (The Command Performances). Koning Jacobus I had opdracht gegeven voor de productie van King Lear in december 1606, maar Antony and Cleopatra was nooit een opdracht geweest. Indien Heminge en Condell vóór 1623 gestorven waren, dan was dit meesterwerk van Shakespeare verloren gegaan. Intussen was Pericles een groot succes en het werd herhaaldelijk herdrukt. Waar dit precies aan lag weet men niet. Mogelijk was de opvoering van het stuk vanwege de vele acteurs, scènes en locaties een te grote uitdaging. Mogelijk kwam het stuk op een moment dat de smaak van het publiek veranderd was. Wat zeker is, is dat romantische stukken nu beter in de smaak vielen. Een andere Romeinse tragedie uit die tijd, Coriolanus, was evenmin een succes. Hetzelfde lot was Timon of Athens beschoren.

## Structuur
Hedendaagse bewerkers geven het stuk een structuur met vijf bedrijven , maar zoals wel meer het geval is met zijn vroegere stukken, creëerde Shakespeare deze verdelingen niet zelf. Antony and Cleopatra is geschreven in 42 aparte scènes, wat meer is dan hij gewoonlijk gebruikte voor zijn andere werken. Deze scènes spelen zich af op liefst 23 verschillende locaties zoals Alexandrië, Italië, Messina in Sicilië, Syrië, en Athene en andere delen van Egypte en het Romeinse Rijk. Het toneelstuk voert 34 sprekende personages op, wat voor zulk episch werk vrij typisch is bij Shakespeare.

## Thematiek
Het toneelstuk vertelt over de 'schandelijke' affaire tussen de Romeinse generaal Marcus Antonius (Antony) en de ambitieuze Egyptische koningin Cleopatra. Hun passie leidt tot hun ondergang en uiteindelijk tot hun dood. De plot draait vooral om thema's als ambitie, macht, liefde, vriendschap, misleiding en rampspoed.

## Personages
- Marcus Antonius, protagonist, drieman uit Romeins Triumviraat. De eens zo gevreesde Romeinse generaal wordt nu verscheurd tussen zijn plicht als soldaat tegenover Rome en zijn allesverslindende liefde voor Cleopatra.
- Octavius Caesar, antagonist, drieman uit Romeins Triumviraat, neef en geadopteerde zoon van Julius Caesar. Hij mist de militaire kwaliteiten van Antonius maar is sluw, berekenend en stoïcijns.
- Marcus Aemilius Lepidus, drieman uit Romeins Triumviraat. Politiek en qua persoonlijkheid de zwakste van de drie. Zijn pogingen om de vrede tussen Caesar en Antonius te bewaren falen als Caesar hem gevangen zet na de nederlaag van Pompeius.
- Cleopatra, koningin van Egypte en geliefde van Marcus Antonius. Verleidde eerder al Julius Caesar. Ondanks haar theatrale gedrag is haar liefde voor Antonius oprecht.
- Octavia, Caesars zuster en echtgenote van Marcus Antonius
- Sextus Pompeius, Jonge Romeinse generaal die voldoende militaire macht en populariteit bezit om een dreiging te vormen voor het triumviraat.
- Domitius Enobarbus, Ventidius, Eros, Scarus, Dercetas, Demetrius, Philo, vrienden van Marcus Antonius
- Mecaenas, Agrippa, Dolabella, Proculeius, Thyreus, Gallus, vrienden van Octavius Caesar
- Menas, Menecrates, Varrius, vrienden van Pompeius
- Charmian en Iras, bedienden van Cleopatra
- Taurus, Luitenant-generaal van Caesar
- Canidius, Luitenant-generaal van Marcus Antonius
- Silius, een officier onder Ventidius
- Euphronius, gezant die Marcus Antonius naar Caesar stuurt
- Alexas, Mardian, Seleucus, Diomedes, bedienden van Cleopatra
- Een waarzegger, Een Egyptische waarzegger die Antonius naar Rome volgt en voorspelt dat zijn lot altijd zal verbleken in vergelijking met dat van Caesar.
- een clown, boodschappers, een zingende knaap, soldaten, wachters, dansers, muzikanten, ...

## Synopsis
Marcus Antonius die samen met Gaius Julius Caesar Octavianus en Aemilius Lepidus het driemanschap van Rome vormt, verwaarloost zijn militaire plichten nadat hij in aanraking is gekomen met Cleopatra, de koningin van Egypte. Hij negeert  daarbij Romes problemen, waaronder het feit dat zijn vrouw  Fulvia tegen Octavius rebelleerde om daarna te sterven.
Octavius roept Marcus Antonius daarop terug naar Rome, en weg van Alexandrië, om hem bij te staan in zijn gevecht met Sextus Pompeius, Menacretes, en Menas, drie notoire piraten. Cleopatra smeekt Marcus Antonius om niet te gaan, en niettegenstaande hij herhaaldelijk zijn liefde voor haar bewijst, vertrekt hij uiteindelijk toch terug naar Rome.
Terug in Rome overtuigt Agrippa Octavius en M.Antonius ervan om met de zuster van Octavius te huwen, Octavia, om zo de band tussen de twee mannen nog te versterken.
Marcus Antonius' luitenant Enobarbus weet dat Octavia hem nooit zal kunnen bevredigen, na Cleopatra. In een beroemde passage beschrijft hij Cleopatra's charme in een wat paradoxale bewoording.
Antonius krijgt de waarschuwing dat hij zeker zal verliezen, als hij het ooit zou opnemen tegen Octavius.
In Egypte wordt Cleopatra op de hoogte gesteld van het huwelijk tussen Marcus Antonius en Octavia en neemt in een razernij wraak op de boodschapper van het bericht.
Ze kalmeert alleen wanneer haar hofhouding vertelt dat Octavia een vrouw is die klein is, met laag ingeplante wenkbrauwen, en een rond gezicht en lelijk haar heeft.
Scène VI
Het driemanschap praat met Pompei en biedt hem een wapenstilstand aan. Hij mag het gezag behouden over Sardinië en Sicilië, maar hij moet meehelpen om de piraten te bevechten. Na wat getwijfel gaat Pompei akkoord en nodigt hen uit voor een viering, op Pompei's galei.
Wat later zullen Octavius en Lepidus hun wapenstilstand met Pompei verbreken, en een oorlog tegen hem (Pompei) starten. Dit wordt afgekeurd door Marcus Antonius en hij is woedend.
Marcus Antonius keert weer terug naar Alexandrië, en kroont zichzelf en Cleopatra als heersers van Egypte, en het oostelijke deel van het Romeins Rijk, hij beschuldigt Octavius ervan dat hij niet zijn deel van Pompeius' land heeft gekregen, en is boos, omdat Lepidus, die Octavius heeft laten opsluiten, geen deel meer uitmaakt van het driemanschap. Octavius stemt toe aan de eerste eis, maar blijft zeer ontevreden over wat Marcus Antonius heeft gedaan.
Marcus Antonius maakt voorbereidingen om ten strijde te trekken tegen Octavius. Enobarbus dringt erop aan bij Marcus Antonius om op land te vechten, waar hij het voordeel heeft, in plaats van op het water, waar de marine van Octavius meer mobiel is en beter bemand. Marcus weigert, aangezien Octavius hem heeft uitgedaagd om op het water te vechten. Cleopatra belooft een vloot aan Marcus om te helpen. Maar in het heetst van de strijd vlucht Cleopatra met haar zes schepen en Marcus Antonius volgt haar, zodat zijn leger achtergelaten wordt om vernietigd te worden. Hij voelt zich diep beschaamd om wat hij gedaan heeft voor de liefde van Cleopatra.
Octavius zendt een boodschapper naar Cleopatra, met de vraag of ze Marcus wil afvallen en zich aan zijn kant wil scharen. Cleopatra twijfelt en flirt met de boodschapper, wanneer Marcus Antonius de kamer binnenstapt en kwaad haar gedrag afkeurt.
Uiteindelijk vergeeft hij Cleopatra en belooft hij haar om terug de strijd aan te gaan, ditmaal op land.
Scène XIII.
Octavius lacht om de nieuwe uitdaging van Marcus Antonius.
Op de vooravond van het gevecht horen de soldaten van Marcus Antonius rare geluiden. Ze interpreteren dit als afkomstig van de god Hercules, die zijn protectie intrekt over Marcus Antonius. Verder, om de zaak te verergeren, is er Enobarbus, Marcus zijn trouwe luitenant, die deserteert en overloopt naar Octavius. In plaats van Enobarbus zijn persoonlijke goederen te confisqueren, die hij trouwens niet bij zich had toen hij vluchtte naar Octavius, geeft Marcus de opdracht om deze spullen af te leveren aan Enobarbus.
Enobarbus is zo overweldigd door de vrijgevigheid van Marcus Antonius en beschaamd om zijn eigen ontrouw, dat hij zelfmoord pleegt (Scène III, V, VI).

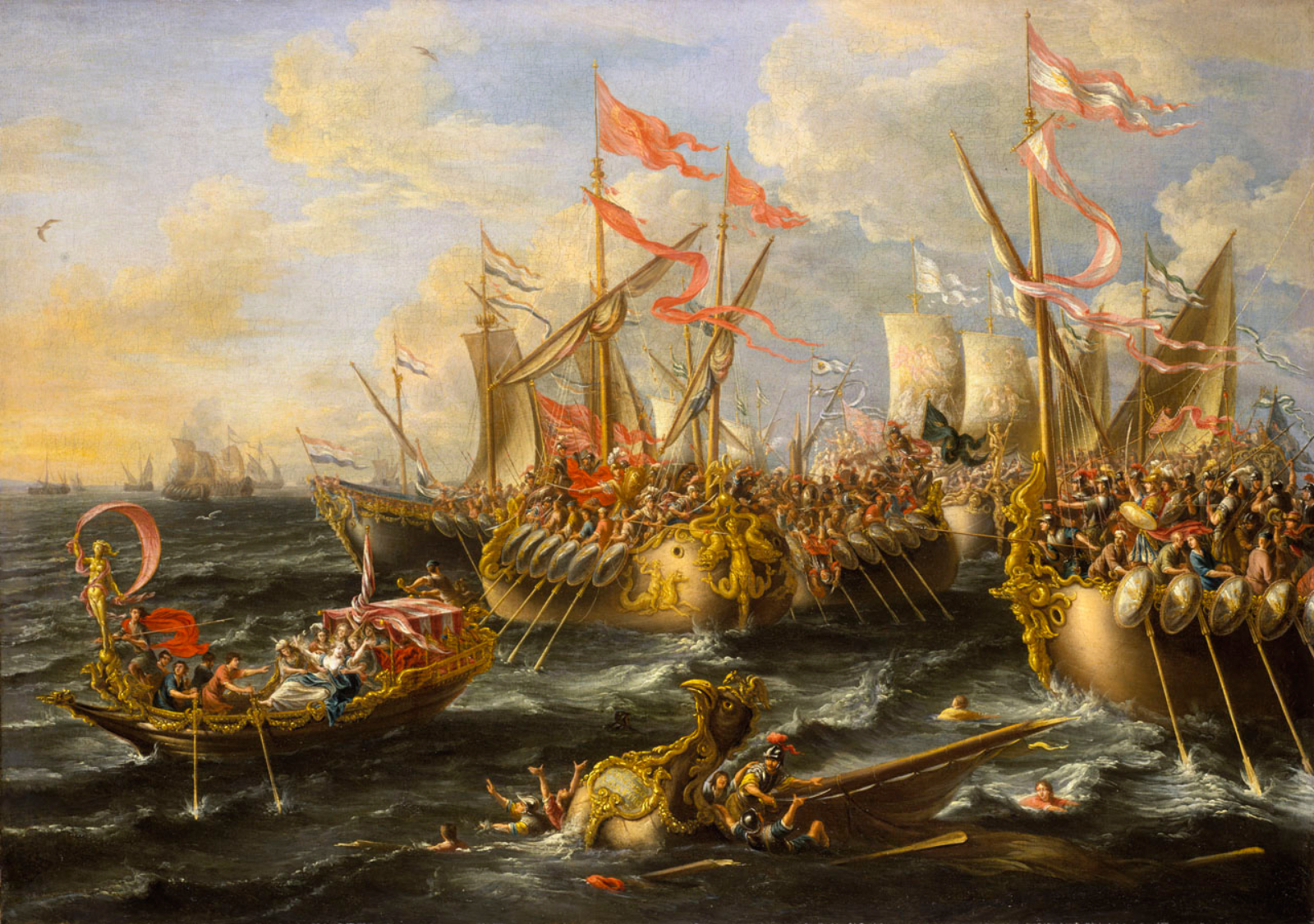
Slag om Actium: Cleopatra vlucht

De strijd lijkt in het voordeel te verlopen van Marcus Antonius, totdat Octavius het gevecht verplaatst naar de zee, waar Marcus opnieuw de duimen moet leggen. Marcus geeft zich over samen met zijn vloot, en hij pleegt verraad aan Cleopatra door te verklaren This Foul Egyptian hath betrayed me. Hij neemt zijn toevlucht om haar te vermoorden voor de buit. Cleopatra beslist dat de enige manier om de liefde van Marcus Antonius terug te winnen, is om een boodschapper te sturen met de boodschap dat ze zelfmoord heeft gepleegd en dat ze stierf met zijn naam op haar lippen. Ze sluit zich op in haar tombe en wacht op de komst van Marcus Antonius.
Haar plan mislukt echter. Eerder dan terug te keren vol spijt, om de dode Cleopatra te zien, besluit Marcus Antonius dat zijn eigen leven niets meer waard is en hij verkiest de dood. Hij smeekt een van zijn hulpen, Eros, om hem te doorboren met een zwaard, maar Eros kan het niet opbrengen om dat te doen en doodt zichzelf. Marcus bewondert de moed van Eros en probeert hetzelfde te doen, maar slaagt er enkel in om zichzelf te verwonden. Met hevige pijn komt hij te weten dat Cleopatra inderdaad nog leeft. Hij wordt naar haar tombe gebracht en sterft in haar armen.
Octavius gaat naar Cleopatra en tracht haar te overtuigen om zichzelf over te geven. Ze weigert boos, daar ze niets ergers kan bedenken dan door de straat geduwd te worden als een trofee van Octavius. Cleopatra besluit om effectief zelfmoord te plegen, door gebruik te maken van het gif van een aspisadder. Ze sterft rustig, met de verbeelding hoe ze Marcus Antonius zal ontmoeten in het hiernamaals. Haar dienaressen, Iras en Charmian, plegen ook zelfmoord. Octavius ontdekt de dode lichamen en ervaart tegengestelde emoties. Door de dood van Marcus Antonius en Cleopatra ligt de weg vrij voor Octavius om de eerste Keizer van Rome te worden, maar hij voelt ook een vorm van sympathie voor hen: She shall be buried by her Anthony./No grave upon the earth shall clip in it/A pair so famous. En zorgt voor een publiek militaire begrafenis.

## Adaptaties

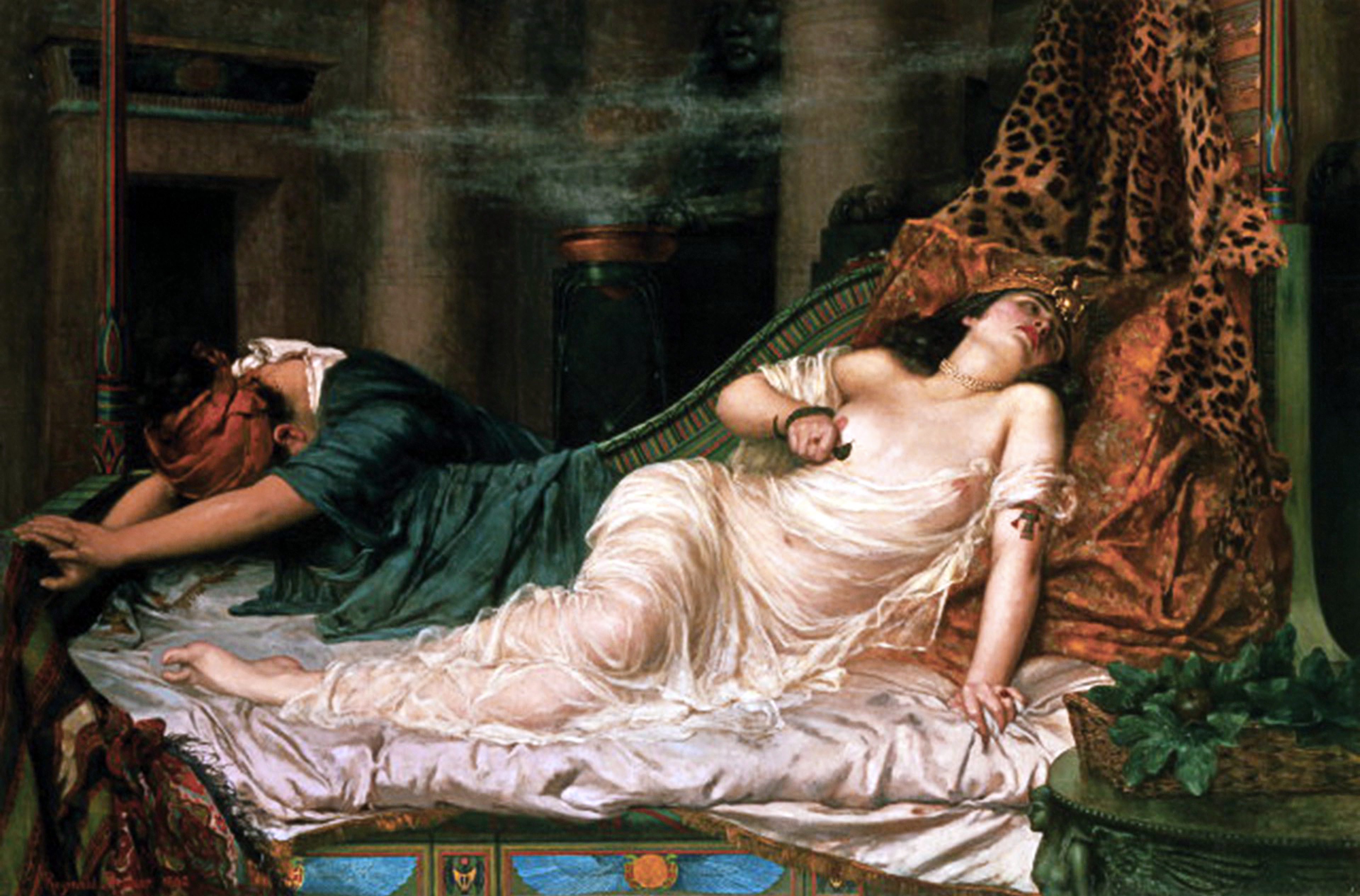
De dood van Cleopatra door Reginald Arthur, circa 1892.

### Selectie van theaterproducties
- 1986 Clwyd Theatre Cymru en Haymarket Theater, Timothy Dalton en Vanessa Redgrave in de hoofdrollen.
- 1999 Royal Shakespeare Company, Alan Bates en Frances de la Tour in de hoofdrollen, Guy Henry als Octavius
- 2006 Royal Shakespeare Company, Patrick Stewart en Harriet Walter in de hoofdrollen.
- 2014 Shakespeare's Globe, Clive Wood en Eve Best als respectievelijk Antony en Cleopatra. Jolyon Coy als Octavius Ceaser en Phil Daniels als Enobarbus.

### Film
- Antony and Cleopatra, 1972 geregisseerd en in de rol van Marcus Antonius Charlton Heston Hildegarde Neil als Cleopatra, Eric Porter als Enobarbus. Deze versie kreeg slechte recensies en werd nooit officieel uitgebracht.
- Antony & Cleopatra, 1974, een televisieproductie van Trevor Nunns toneelversie opgevoerd in opdracht van de Londense Royal Shakespeare Company. Deze versie was in de Verenigde Staten in 1975 een succes, met sterren als Janet Suzman (Cleopatra), Richard Johnson (Antony), en Patrick Stewart (Enobarbus).
- Antony & Cleopatra, 1981, een tv-film gemaakt als deel van de BBC Shakespeare-serie, met Colin Blakely (Antony) en Jane Lapotaire (Cleopatra).
- Antony and Cleopatra, 1983, een tv-film met Timothy Dalton (Antony) en Lynn Redgrave (Cleopatra).